# عبير منير
عبير منير (27 مارس 1966 -) هي ممثلة مصرية.

## حياتها
ممثلة مصرية مواليد الإسكندرية، وهي أرملة الكاتب الراحل أسامة أنور عكاشة. بدأت نشاطها في مرحلة الدراسة الإبتدائية، حيث كانت في مدرسة سكوتش للغات بالإسكندرية وقامت بعدة أدوار على مسرح المدرسة مما دفع أحد المدرسين الإنجليز لأن يعرض على أسرتها أن تسافر إلى إنجلترا لدراسة التمثيل وتلقي كورسات فيه، ولكن عائلتها رفضت. بدايتها الفعلية كانت عندما قامت بأدوار صغيرة في مسلسل (مباراة زوجية) و(المصراوية الجزء الأول) مما دفع المخرج إسماعيل عبد الحافظ لزيادة مساحة دورها في الجزء الثاني من المسلسل.

## أعمالها

### المسلسلات
| - الفرح فرحنا:2022-نجوان - القاتل الذي أحبني:2022-والدة ملك - بيت الشدة:2022 - راجعين يا هوى:2022 - شارع 9 : 2022 - منحنى خطر:2022 - يوتيرن:2022 - أحسن أب:2021 - الطاووس:2021-والدة فرح - حي السيدة زينب:2021-هبة - فارس بلا جواز:2021-مديحة - وكل ما نفترق:2021-إلهام - حب عمري:2020 - لما كنا صغيرين:2020-رجاء -والدة ياسين وحسن - ونسني:2020-جيجي والدة تارا - بلا دليل:2019-والدة كريم | - حدوتة مُرة:2019-ماجدة - حكايتي:2019-ضيفة شرف - كارمن:2019 - أبواب الشك:2018-والدة شادية - الدولي:2018-ضيفة شرف - بيت السلايف:2018-سهيلة - منطقة محرمة:2018 - إزي الصحة:2017-فاتن - الحرباية:2017-ليلى الجارحي - الحصان الأسود:2017-لينا زوجة اكرم - طاقة القدر:2017-ضيفة شرف - طاقة نور:2017-نادية والدة إنجي - طعم الحياة:2017 - ظل الرئيس:2017-والدة رانيا - أبو البنات:2016-زوجة شريف - السبع بنات:2016 | - الكيف:2016-فريال - الصعلوك:2015 - المطلقات:2015 - ألوان الطيف:2015-الشيخة نونا - حب لا يموت:2015-بهيرة - دنيا جديدة:2015-نبيلة - سلسال الدم ج2:2015-نحمدو - ولي العهد:2015-إعتماد - دكتور أمراض نسا:2014 - سرايا عابدين ج1:2014-شويكار هانم - شمس:2014-ناهد - قلوب:2014-ام سارة - كيد الحموات:2014-الشيخة رحبات - الشك:2013 - القاصرات:2013-نوارة - خلف الله:2013 | - فرح ليلى:2013 - الإخوة الأعداء:2012 - الزوجة الرابعة:2012-زوجة سليم - حارة خمس نجوم:2012 - خطوط حمراء:2012 - ورد و شوك:2012 - آدم:2011-سيسي (والدة نانسي) - عريس دليفري:2011 - كيد النسا ج1، 2:2011، 2012-سهام والدة هشام - مشرفة رجل لهذا الزمان:2011 - أغلى من حياتي:2010 - سي عمر وليلى أفندي:2010 - عدّى النّهار:2008-مجدية - المصراوية ج1، ج2:2007، 2009-كيزمات - مباراة زوجية:2006 |

| - بنات ثانوي. 2020 - ميرفت أم سالي - خان تيولا 2020 - ساعة رضا 2019 - سوزي - إعدام بريء 2014 | - 11 شارع النخيل 2021 - كلام ستات. (2018) ضيف - مساء الفن. (2016) ضيف |

## وصلات خارجية
- عبير منير على موقع الدهليز
- عبير منير على موقع قاعدة بيانات الأفلام العربية